# Max Erdmannsdörfer
Max Erdmannsdörfer (14 de junho de 1848  – 14 de fevereiro de 1905), também conhecido como Max von Erdmannsdörfer, foi um maestro, pianista e compositor alemão. 
Erdmannsdörfer nasceu em Nuremberg, e estudou no Conservatório de Leipzig, tornando-se mestre de concerto em Sondershausen. Em 1874 ele se casou com a pianista e compositora Pauline Fichtner, uma estudante de Franz Liszt. Mais tarde, ela usou o nome profissional Pauline Erdmannsdörfer-Fichtner. Erdmannsdörfer trocou correspondência com Liszt, e ele executou em sua estréia o poema sinfônico de Liszt, Hamlet, em em 2 de julho de 1876. Ele também possuía parte da partitura do Concerto para piano n. 3 de Liszt, que foi finalmente reunida apenas em 1989, a partir de páginas manuscritas separadas que foram dispersas em lugares distantes como Weimar, Nuremberg e Leningrado. Max Erdmannsdörfer também teve uma associação com Joachim Raff. A ele e Pauline, Raff dedicou sua versão de dois pianos do Quinteto de Piano, op. 107, e eles o executaram em sua estréia em Sondershausen, em 22 de setembro de 1877. Em 1870, Pauline foi homenageada com a Suite de Piano em Sol menor de Raff. Erdmannsdörfer completou a Sinfonia nº 11, de Raff, op. 214, inacabada após a morte do seu compositor, e a publicou.
Em 1882 ele se tornou o principal regente dos shows da Sociedade Musical Russa em Moscou, e professor no Conservatório de Moscou. Ele e sua esposa permaneceram lá até 1889.
Ele teve uma associação significativa com Piotr Ilitch Tchaikovski. Enquanto Tchaikovski escreveu que Erdmannsdörfer estava "inclinado a ceder ao gosto do público de nuances exageradas" e "despreocupado em sua atitude em relação à música russa (exceto a minha)", ele o considerava "um regente muito habilidoso, experiente e experiente". Tchaikovski permitiu que ele conduzisse apresentações de estréia de suas obras, em Moscou. 
A Suite Nº 3 de Tchaikovski é dedicada a Erdmannsdörfer, que estreou em Moscou em janeiro de 1885, poucos dias depois da sua estréia mundial em São Petersburgo sob Hans von Bülow. Uma fonte diz que Erdmannsdörfer conduziu a estréia da Serenata para Cordas de Tchaikovski, op. 48, mas outras fontes dizem que foi Eduard Nápravník, em São Petersburgo, em 30 de outubro de 1881. É possível que Erdmannsdörfer tenha conduzido a estréia de Moscou. 
Tchaikovsky valorizou muito o arranjo de Erdmannsdörfer de seu Chant sans paroles, op. 2 n. 3, de Souvenir de Hapsal, que ele próprio conduziu em 1892. Erdmannsdörfer também orquestrou peças de piano de Anton Rubinstein.
Depois de voltar para a Alemanha em 1889, o casal se estabeleceu em Bremen e em 1896 mudou-se para Munique. 

Erdmannsdörfer apoiou a introdução do contrabaixo de cinco cordas, inventado por Carl Otho.